# Франкавила Бизио
Франкавила Бизио (итал. Francavilla Bisio) је насеље у Италији у округу Алесандрија, региону Пијемонт.
Према процени из 2011. у насељу је живело 466 становника. Насеље се налази на надморској висини од 163 м.

## Становништво
| 1936. | 1951. | 1961. | 1971. | 1981. | 1991. | 2001. | 2011. |
| ----- | ----- | ----- | ----- | ----- | ----- | ----- | ----- |
| 645   | 597   | 466   | 435   | 403   | 414   | 459   | 518   |